# 特洛伊木馬

《行進中的木馬》，Domenico Tiepolo（1773）

荷馬時代的希臘

特洛伊木馬是特洛伊戰爭裡，用來攻破特洛伊城的那匹木馬。木馬屠城記一直被現代科學人視為神話故事，直至十九世紀時，業餘考古學者海因里希·施利曼（Heinrich Schliemann）才證實特洛伊的遺址。

## 戰爭起因
據荷馬與希臘神話所載，這個故事的起因是源自一個金蘋果。
這個故事的開端，就是海洋女神忒提斯（Thetis）與希臘國王佩琉斯（Peleus）的婚禮，原本宙斯與忒提斯相戀，但那時傳說忒提斯的兒子（也就是未來的阿基里斯（Achilles））會比他的父親還強大，宙斯害怕當年推翻他父親的事重演，於是將她嫁給了著名英雄佩琉斯，避免影響他的政權。婚禮上邀請了很多神，唯獨麻煩女神埃里斯（Eris）沒有被邀請。她很生氣，便拋出一個金蘋果，刻著「獻給最美麗的女神」。智慧女神雅典娜、愛神阿芙羅狄忒和天后赫拉都認為自己最有資格冠上蘋果上最美麗女神的美譽。為了解決這個難題，最後她們飛到艾達山請求特洛伊王子帕里斯仲裁。三個女神都試圖賄賂帕里斯：雅典娜答應讓帕里斯成為世界上最睿智的學者；希拉答應讓帕里斯成為天底下最有權勢的君王；阿芙羅狄忒則以世界上最美麗的女子作為賄賂。最後帕里斯忠於感官天性選擇了阿芙羅狄忒。作為回報，阿芙羅狄忒施行魔咒，讓斯巴達王國的王后，公認為世界上最漂亮的女人海倫和帕里斯共墜愛河。海倫為了愛情拋棄了她的家鄉，丈夫墨涅拉俄斯還有稚女。帕里斯的行動惹怒了斯巴達國王墨涅拉俄斯，其怒不可抑，於是向兄長阿伽門農求援，並聯合希臘各城邦向特洛伊宣戰。

## 戰爭經過
斯巴達國王墨涅拉俄斯因為妻子海倫被帕里斯搶走，因此向希臘各城邦求助，共同出兵特洛伊。總計有一千艘希臘戰船及五萬名士兵參戰。這場戰爭一打就是十年。但特洛伊因為有亞馬遜女戰士和黎明女神兒子梅農的幫忙，與阿芙羅狄忒暗中協助，所以能抵抗希臘聯軍。聯軍统帅阿加曼农因为将亲生女儿献祭等原因获得宙斯、赫拉等神助，雅典娜因為得不到金蘋果不願放過特洛伊，而且指示奧德修斯向希臘聯軍獻上木馬屠城之計。他們打造一隻巨大的木馬，裏面躲著伏兵並佯裝撒退，讓特洛伊人將其當作戰利品帶回城內，藉此攻入特洛伊。希臘人進入特洛伊城後，燒殺擄掠，最後帶著戰利品滿載而歸。中途雅典娜因为希腊军人冒犯其祭司征得宙斯同意发起风暴，只有极少数人生还。聯軍统帅阿加曼农回国后被王后及其奸夫所杀，后二人又被阿加曼农的儿子所杀。

## 對其他地方的影響
據古羅馬傳說所載，就在特洛伊城城破之際，有一人名為伊尼亞士（Aeneas）在亂軍中逃脱，並到達今天的義大利，成為羅馬人的始祖。而在特洛伊戰爭後，東地中海成為希臘人的天下，並使為希臘人能夠向小亞細亞殖民，這亦使東西方的文化有初步交流。

## 重新發掘
海因里希·施利曼因為自小對這神話感興趣，並堅信荷馬所著的這篇木馬屠城記並不是憑空捏造，而是真實記載。因此他花了很多時間賺錢，在儲足發掘所需的金錢後，開始著手研究特洛伊城所在地，最後終於在土耳其愛琴海畔挖出特洛伊古城，並在第6層考古地層證實與史實吻合。

## 外部連結
- The Trojan Horse for Kids: Another ancient image of the Trojan Horse
- Stories on the stones of Troy （页面存档备份，存于）, Trojan Birds （页面存档备份，存于） by D.Artifex